# Звуки мюзикла
Звуки мюзикла (The Sound of Musicals) — сериал, показанный каналом BBC в 2006 году. Демонстрировался в течение четырех недель. Дата показа первой серии: 14 января 2006 года.
Все части шоу были сняты осенью 2005 года. Концертные съемки с живой аудиторией проходили 30 сентября, 2, 4 и 6 октября.

## Участники
- Джон Барроумен
- Кэрри Грант
- Дэвид Грант[англ.]
- Рути Хеншол[англ.]
- Джон Ли[англ.]
- Мика Пэрис[англ.]

## Приглашенные ведущие
- Джилл Халфпенни — 1-й эпизод
- Алед Джонс[англ.] — 2-й эпизод
- Лес Дэннис[англ.] — 3-й эпизод

Приглашенные участники
- Джозеф МакМэннерс[англ.]
- Уиллард Уайт[англ.]

## Исполняемые песни

### Эпизод 1
|    | Песня                        | Мюзикл                       | Исполнено                    |
| -- | ---------------------------- | ---------------------------- | ---------------------------- |
| 01 | Summer Nights                | Grease (musical)             | 2006 Grease Revival Cast     |
| 02 | I Dreamed a Dream            | Отверженные                  | Рути Хеншол                  |
| 03 | Music of the Night           | Призрак Оперы                | Дэвид Грант                  |
| 04 | Wouldn’t It Be Loverly       | Моя прекрасная леди          | Джилл Халфпенни              |
| 05 | Anything You Can Do          | Annie Get Your Gun (musical) | Джон Бэрроумен / Рути Хеншол |
| 06 | I Don’t Know How to Love Him | Иисус Христос — суперзвезда  | Мика Пэрис                   |
| 07 | As Long As He Needs Me       | Оливер!                      | Кэрри Грант                  |
| 08 | Come What May                | Мулен Руж!                   | Джон Ли / Джилл Халфпенни    |

Финальное попурри:
- Иисус Христос — суперзвезда;
- The Time Warp (The Rocky Horror Show, Джон Бэрроумен)
- Tell Me It’s Not True (Blood Brothers, Джилл Халфпенни)
- Seasons of Love (Rent, Джон Ли, Кэрри и Дэвид Грант)
- Memory (Cats, Мика Пэрис)
- One Day More (Отверженные, Джон Бэрроумен, Джон Ли, Рути Хеншол, Кэрри Грант и Ко)

### Эпизод 2
Начальное попурри: «Comedy Tonight» (Cast), «Broadway Baby» (Кэрри Грант), «You Can’t Take That Away From Me» (Джон Бэрроумен), «On the Street Where You Live» (Джон Ли), «I Won’t Send Roses» (Дэвид Грант), «All That Jaz»z (Рути Хеншол)
|    | Песня                      | Мюзикл                                           | Исполнено                                                  |
| -- | -------------------------- | ------------------------------------------------ | ---------------------------------------------------------- |
| 01 | Till There Was You         | The Music Man                                    | Джон Ли                                                    |
| 02 | Don’t Cry for Me Argentina | Эвита                                            | Кэрри Грант                                                |
| 03 | Name of the Game           | Mamma Mia!                                       | 2005 Mamma Mia Cast John Alastair, Sophia Ragavellas       |
| 04 | Dancing Queen              | Mamma Mia!                                       | 2005 Mamma Mia Cast, Viven Parry , Kim Ismay, Lara Mulgahy |
| 05 | Close Every Door           | Иосиф и его удивительный, разноцветный плащ снов | Алед Джонс                                                 |
| 06 | The Way You Look Tonight   | Время свинга                                     | Мика Пэрис                                                 |
| 07 | Maria                      | West Side Story                                  | Джон Бэрроумен                                             |
| 08 | Maybe This Time            | Кабаре                                           | Рути Хеншол                                                |
| 09 | Swell Party                |                                                  | Дэвид Грант, Алед Джонс                                    |

Финальное попурри: Anything Goes (Рути Хеншол), My Heart Belongs to Daddy (Кэрри Грант), Too Darn Hot (Мика Пэрис), Who Wants to be a Millionaire (Дэвид Грант, Кэрри Грант)

### Эпизод 3
Начальное попурри: «Wilkommen» (Джон Бэрроумен), «Hello, Dolly!» (Рути Хеншол), «If They Could See Me Now» (Кэри Грант), «Matchmaker, Matchmaker» (Мика Пэрис), «Edelweiss» (Джон Ли), «Somewhere» (Дэвид Грант и Ко)
|    | Песня                         | Мюзикл               | Исполнено            |
| -- | ----------------------------- | -------------------- | -------------------- |
| 01 | Walking in the Air            | The Snowman          | Джозеф МакМэннерс    |
| 02 | Can You Feel the Love Tonight | Король Лев           | Дэвид Грант          |
| 03 | Send in the Clowns            | A Little Night Music | Рути Хеншол          |
| 04 | Younger Than Springtime       | Юг Тихого океана     | Джон Ли              |
| 05 | Summertime                    | Порги и Бесс         | Мика Пэрис           |
| 06 | Mr Cellophane                 | Чикаго               | Лес Деннис           |
| 07 | What I Did For Love           | Кордебалет           | Кэрри Грант          |
| 08 | Sunset Boulevard              | Бульвар Сансет       | Джон Бэрроумен       |
| 09 | You’re Just In Love           | Call Me Madam        | Джон Ли, Рути Хеншол |

Финальное детское попурри: Chitty Chitty Bang Bang (Chitty Chitty Bang Bang, Джон Ли, Дэвид Грант, Рути Хеншол, Лес Деннис, Джозеф МакМэннерс), Supercalifragilistic (Mary Poppins, Рути Хеншол и Ко), Part of Your World (The Little Mermaid, Кэрри Грант), Bad Guys (Bugsy Malone, Джон Ли & Дэвид Грант), The Bare Necessities (The Jungle Book, Лес Деннис & Джозеф МакМэннерс), Tomorrow (Annie, Рути Хеншол и Ко).

### Эпизод 4
- Everything’s Coming Up Roses (Рути Хеншол)
- Hopelessly Devoted To You (Кэрри Грант)
- Ole Man River (Уиллард Уайт)
- I’ve Never Been in Love Before (Дэвид Грант)
- We’d Go Dancing (Billy Elliot OLC Ann Emery, Liam Mower)
- Electricity (Billy Elliot OLC Liam Mower, Tim Healy)
- And I’m Tellin You (Мика) Пэрис
- Beauty and the Beast (Кэрри и Дэвид Грант)
- Evermore Without You (Джон Ли)
- I Am What I Am (Джон Бэрроумен)

Финальное попурри: There’s No Business Like Show Business (Annie Get Your Gun, Company), Come On Get Happy (Ruthie Henshall), Good Morning (Singing in the Rain, Jon Lee, Carrie & David Grant), Try To Remember (The Fantasticks, John Barrowman & Company), There’s No Business Like Show Business (Annie Get Your Gun, Company)